# Fantasma de la autopista

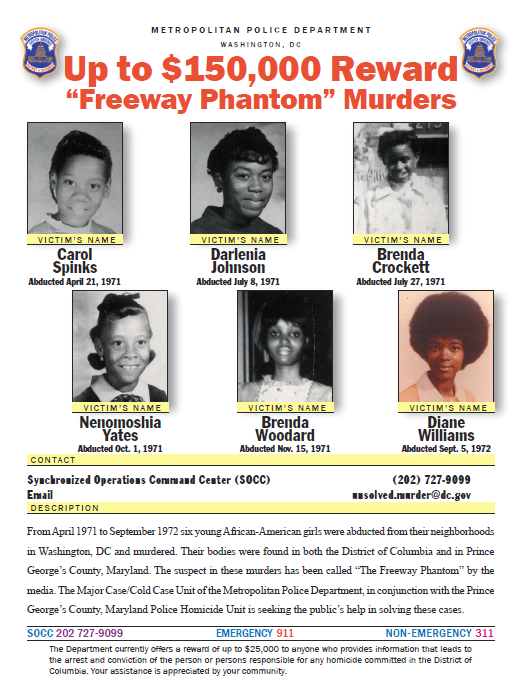
Cartel de la policía con la fotografía de las seis jóvenes asesinadas.

El fantasma de la autopista es el sobrenombre con el que se conoció a un asesino en serie sin identificar que mató, entre abril de 1971 y septiembre de 1972 en el área de Washington D. C., a seis jóvenes afroamericanas.

## Asesinatos

### Carol Spinks
En la noche del 25 de abril de 1971, la joven Carol Spinks, de 13 años, había salido a comprar algunos alimentos a una tienda 7-Eleven que se encontraba a unos 800 metros de su casa, al otro lado de la frontera en Maryland. Carol nunca llegó a la tienda. En el camino antes de llegar, fue secuestrada. Su cuerpo fue encontrado seis días después en un terraplén cubierto de hierba al lado de un carril de la Interestatal 295, sentido norte, a apenas 500 metros al sur de Suitland Parkway.

### Darlenia Johnson
El 8 de julio de 1971, Darlenia Johnson, de 16 años, fue secuestrada mientras se dirigía a su trabajo de verano en el Centro de Recreación Oxon Hill. Un testigo informó haber visto a Johnson en un viejo automóvil negro, conducido por un hombre afroamericano, poco después de su secuestro. Once días después, su cuerpo fue descubierto muy cerca de la ubicación en la que dos meses antes se había encontrado a Spinks. El cuerpo de Johnson estaba demasiado descompuesto para determinar la causa de la muerte o si había sido agredida sexualmente, pero la policía pudo encontrar evidencia de estrangulamiento.

### Brenda Crockett
El 27 de julio de 1971, Brenda Crockett, de 10 años, no regresó a su casa después de que su madre la había enviado a realizar unos recados. Tres horas después de que Brenda fuese vista por última vez, sonó el teléfono del domicilio familiar. La llamada fue contestada por su hermana pequeña, de 7 años, que había esperado en casa mientras su familia registraba el vecindario. Brenda se encontraba al otro lado de la línea, llorando.

"Un hombre blanco me recogió, y me dirijo a casa en un taxi"

Esa fue la frase que le dijo Brenda a su hermana, agregando que creía estar en Virginia antes de decir abruptamente "Adiós" y colgar.
Poco tiempo después, el teléfono volvió a sonar y esta vez fue respondido por el novio de la madre de Brenda. Era su hija otra vez, y ella simplemente repitió lo que había dicho en la última llamada telefónica, indicando que estaba sola en una casa con un hombre blanco. El novio le pidió a Brenda que llamara al hombre. Se oyeron fuertes pasos en el fondo. Brenda dijo "Te veré" y colgó. Unas horas más tarde, un autoestopista descubrió el cuerpo de Brenda en un lugar visible en la ruta 50 de Maryland, muy cerca de la ruta verde Baltimore-Washington, en el condado de Prince George. Había sido violada y estrangulada, y le habían anudado una bufanda alrededor del cuello.
Las autoridades concluyeron rápidamente que Brenda probablemente llamó a su casa a instancias del asesino, quien le proporcionó información inexacta para comprar el tiempo necesario para perpetrar el crimen y obstaculizar la investigación.

### Nenomoshia Yates
El 1 de octubre de 1971, Nenomoshia Yates, de 12 años, caminaba a su casa desde una tienda Safeway en el noreste de Washington D. C. cuando fue secuestrada, violada y estrangulada. Su cuerpo fue encontrado pocas horas después en la avenida Pennsylvania, también en el condado de Prince George de Maryland. Fue tras este asesinato, el cuarto de la cadena, cuando la policía nombra al asesino, tras relacionar todos los casos, como el "Fantasma de la autopista", nombre que fue utilizado por primera vez en un artículo sensacionalista que relataba y describía el caso de las niñas y sus asesinatos.

### Brenda Woodward
Después de cenar con un compañero de clase de la escuela secundaria el 15 de noviembre de 1971, Brenda Woodward, de 18 años, cogió un autobús para regresar a su hogar en Maryland Avenue. Aproximadamente seis horas después, un oficial de policía descubrió su cuerpo, apuñalado y estrangulado, en un área cubierta de hierba cerca de una rampa de acceso a la Ruta 202 desde la ruta Baltimore-Washington. Le habían puesto un abrigo sobre el pecho, y uno de sus bolsillos contenía una nota del asesino:

Esto equivale a mi insensibilidad [sic] a las personas, especialmente a las mujeres. ¡Admitiré a los demás cuando me atrapen si pueden!

Las autoridades supusieron que la nota, escrita en papel cortado del cuaderno escolar de la víctima, le fue dictada y escrita a mano por ella.

### Diane Williams
La víctima final del asesino tuvo lugar casi un año después del último asesinato, el 5 de septiembre de 1972. Diane Williams, estudiante de último año de la secundaria Ballou High School, preparó la cena para su familia y luego visitó la casa de su novio. Fue vista por última vez abordando un autobús. Poco tiempo después, su cuerpo estrangulado fue descubierto arrojado junto a la Interestatal 295.

## Investigación
El caso del Fantasma de la autopista ha sido un caso frecuente de estudio para los investigadores y criminólogos, generando su particular interés a lo largo de los años. Numerosos consejos de investigación llegaron del público en general a través de una línea telefónica operada por el Departamento de Policía Metropolitana del Distrito de Columbia (MPDC), así como por correo. Todas las pistas aportadas fueron investigados. Algunas eran pistas falsas, muchas no eran viables y otras requerían un análisis sustancial. La investigación fue llevada a cabo por un grupo de trabajo de aplicación de la ley que incluía detectives de los Escuadrones de Homicidios y Sexuales del MPDC, investigadores de los condados de Prince George y Montgomery (ambos en Maryland), la Policía Estatal de Maryland y el FBI.
La práctica común en ese momento era que los archivos de casos en las divisiones de detectives de MPDC se conservaban en archivos mantenidos por los detectives asignados al caso. Como resultado, los archivos de este caso se perdieron, junto con las notas, y todos los investigadores asignados como fuerza primaria o de tareas se retiraron hace mucho tiempo o fallecieron. Con la evidencia actual y cualquier información del caso desde que sucedió, ninguna pista produjo evidencia suficiente para el enjuiciamiento. El caso continuó abierto como un caso sin resolver.

## Sospechosos
Entre los individuos considerados sospechosos se encontraban los miembros de una pandilla conocida como los violadores de Green Vega. Estos fueron responsables, de manera colectiva, de numerosas violaciones y secuestros en las cercanías de Washington D. C. y los alrededores de Maryland. La investigación lógica y el conocimiento íntimo de su modus operandi los llevaron a la primera línea de investigación. Varios miembros fueron entrevistados de manera individual por los detectives de homicidios Fickling, Irving y Richardson, en la prisión de Lorton en Virginia, donde los miembros de la pandilla cumplían sentencias junto con el enjuiciamiento exitoso de esos crímenes en el Tribunal Superior del Distrito de Columbia. 
Durante estas entrevistas, un miembro de una pandilla inicialmente implicó a otro miembro de la pandilla, quien, según dijo, le dijo que estaba involucrado y le dio información sobre uno de los homicidios ocurridos en la autopista. Este preso en particular también cumplía una condena en la prisión de Lorton por las condenas de Green Vega. El recluso entrevistado estipulaba que proporcionaría la información sólo si podía permanecer en el anonimato, por precaución, concepto que se acordó. Identificó al hombre que le dio la información, la fecha y el lugar del crimen, y los detalles de la firma que no se proporcionaron al público, pero que sólo el autor y los detectives conocían. Esa información de firma era correcta. El recluso que proporcionó la información dijo que no estaba involucrado en el homicidio, y proporcionó una coartada que resultó verificable. 
Sullivan y Simmons, dos expolicías, fueron arrestados por el asesinato de Angela Denise Barnes, una joven de 14 años que, en un momento, se pensó que era víctima de los asesinatos en serie. Las autoridades más tarde determinaron que Barnes no fue víctima del asesino y reanudaron su investigación sobre los asesinatos.